# Strinatia brevipennis
Strinatia brevipennis är en insektsart som beskrevs av Lucien Chopard 1970. Strinatia brevipennis ingår i släktet Strinatia och familjen syrsor. Inga underarter finns listade i Catalogue of Life.